# デイトン (オハイオ州)
デイトン（Dayton）は、アメリカ合衆国オハイオ州の都市。モンゴメリー郡の郡庁所在地である。人口は13万7644人（2020年）。シンシナティの北80km、マイアミバレーと呼ばれる地域の中心都市である。デイトン都市圏はモンゴメリー郡を中心に3郡にまたがる。
デイトンはライト兄弟を生んだ土地であり、航空宇宙や先端技術の分野での研究が盛んである。デイトン周辺にはライト兄弟から名を取った施設がある。1つはデイトン東郊のフェアボーン市にキャンパスを構えるライト州立大学である。南西のオックスフォード市に立地するマイアミ大学と並んで西オハイオを代表する州立大学である同大学は、医学と航空学の分野で高い評価を得ている。もう1つは市の北東に位置するライト・パターソン空軍基地である。同基地はデイトン最大の雇用者でありアメリカ合衆国空軍の空軍資材軍団（AFMC）が司令部を置いている。1995年11月、同基地でボスニア・ヘルツェゴビナ紛争を停戦させるデイトン合意が成立した。ボスニア・ヘルツェゴビナの首都サラエヴォは、デイトンの姉妹都市の1つである。ゼネラル・アビエーション用のデイトン・ライト兄弟空港には、ライトBフライヤーのレプリカが置いてある。
また、デイトンは工業州オハイオの中でも有数の工業都市である。デイトンにはNCRをはじめ、レイノルズ・アンド・レイノルズ、ケムステーション・インターナショナル、リバティ・バンク、ニューページ、ワークフローワン、ハフィ、レクシスネクシスといった企業が本社を置いている。工場は自動車関連が多く、デイトンを交通の最寄とした日系自動車工場も近隣にある。周辺の市町村にはジェットエンジン、プロペラなど航空関連の工場も数多い。

## 歴史

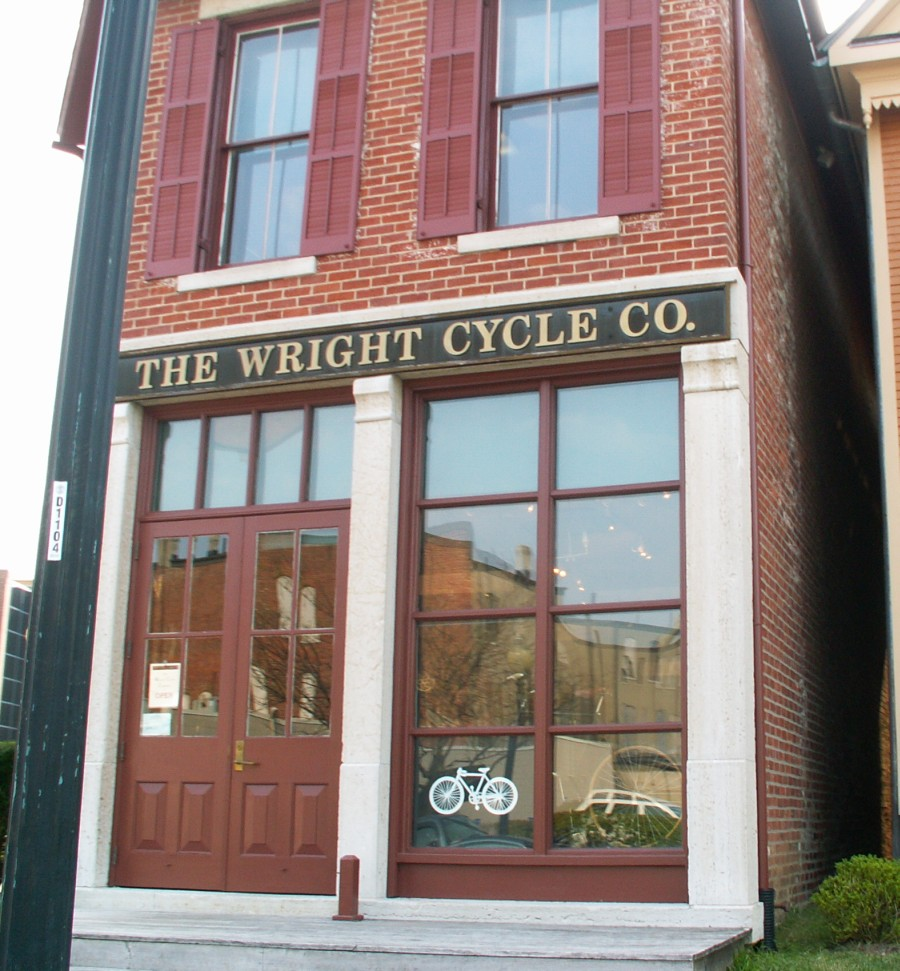
ライト兄弟のいくつかの自転車ショップのうちデイトン市内で史跡として整備されている建物

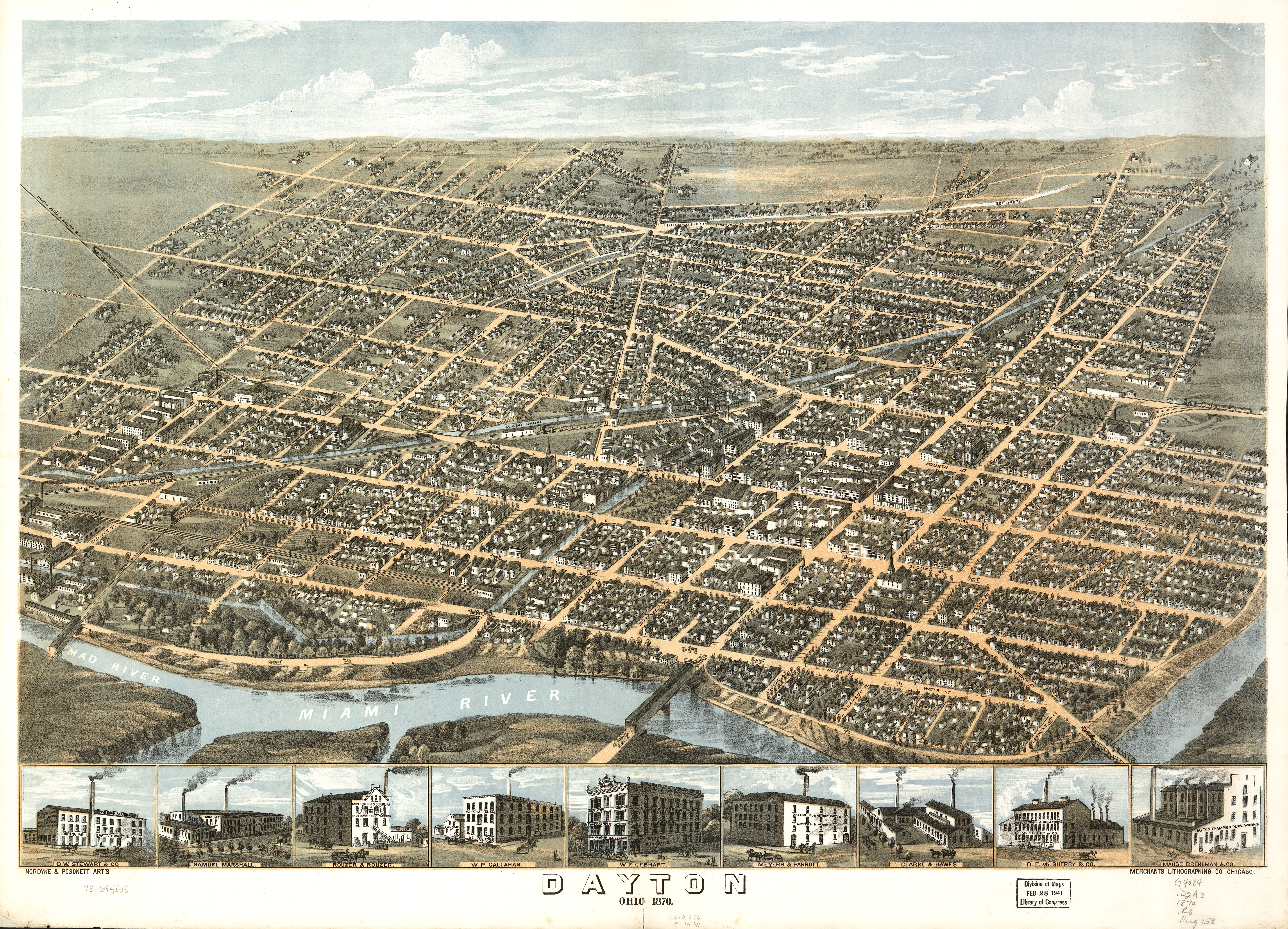
デイトン、1870年

デイトンはオハイオの州昇格の7年前、1796年4月1日に入植者の小集団によって創設された。翌1797年にはシンシナティとデイトンを結ぶ道が開かれ、デイトンはマイアミバレー入植の拠点となった。デイトンは1805年には正式な町になった。町の名は独立戦争の大尉、アメリカ合衆国憲法の起草者のひとりで、のちにニュージャージー州選出の上院議員となったジョナサン・デイトンにちなんでつけられた。
1830年代にエリー湖とグレートマイアミ川を結ぶマイアミ・アンド・エリー運河が完成すると、デイトンからグレートマイアミ川を上り、運河を通じてエリー湖岸のトレドへ、さらにその先のエリー湖へと抜ける商取引ルートが確立された。また、グレートマイアミ川を下ればオハイオ川との合流点付近でシンシナティに通じていた。そのため、この運河を通じた水上交通路は1850年代まで西オハイオにおける主要な交通ルートであった。

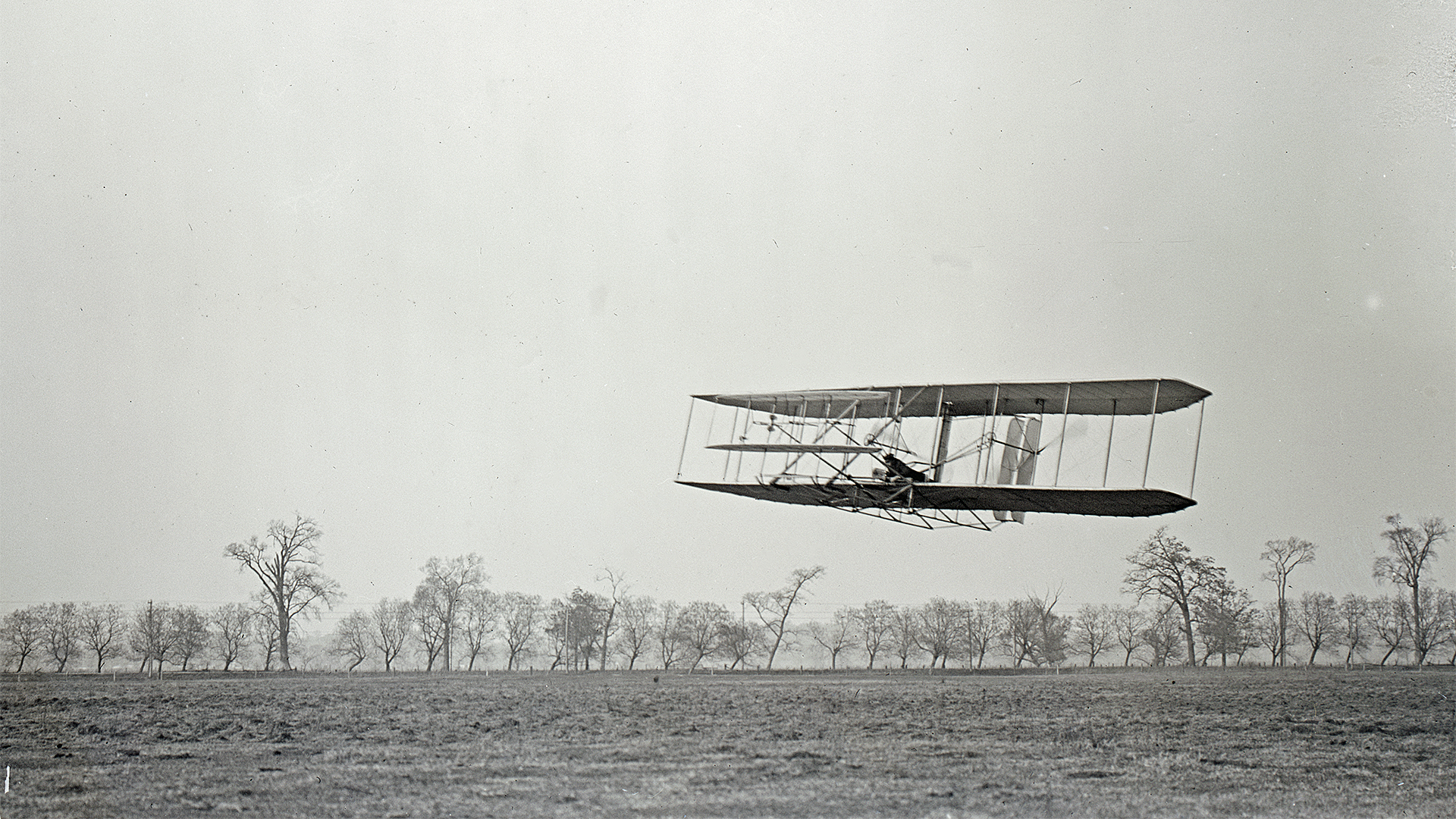
ハフマンプレーリーで飛行中のライトフライヤーII号

1903年12月17日、デイトンで育ち、デイトンで自転車屋を営んでいたウィルバーとオーヴィルのライト兄弟は、ノースカロライナ州キティホークに近いキルデビルヒルズの砂丘地でライトフライヤー号を飛ばし、人類初の有人動力飛行に成功した。その後ライト兄弟はデイトンに戻り、翌年には北西郊のハフマンプレーリーでライトフライヤーII号の飛行実験を行った。しかし1913年のグレートマイアミ川の大洪水によって、兄弟のキティホークでのグライダー飛行や、ハフマンプレーリーでの動力飛行実験を写したネガは損傷してしまった。
第二次世界大戦中、デイトンは軍需産業で栄えた。デイトンや近郊のオークウッドの住宅地ではデイトン・プランが進められた。これはモンサント社による、工業的にポロニウムを生産する方法の開発であった。同社で生産されたポロニウムは、広島市や長崎市に投下された型のような初期の原子爆弾を起爆させるために用いられた。デイトンに本社を置くNCR社は、その頃は航空機のエンジンや爆弾の照準機、暗号解読器を生産していた。同社が生産した暗号解読器は、ナチス・ドイツの暗号機、エニグマの暗号を解読する上で大きく役立った。
第二次世界大戦後もしばらくの間、デイトンは工業都市として繁栄を続けた。1960年には人口262,332人でピークに達した。しかしその後は中西部の多くの主要都市同様、デイトンも凋落を始めた。市の中心部の空洞化が進んだ上、人口や産業が東部や中西部から南部のサンベルト地帯に移っていったためである。人口は減り続け、2010年の国勢調査では141,527人と、ピーク時の半分近くにまで減少した。
1995年11月、デイトン近郊のライト・パターソン空軍基地で、ボスニア・ヘルツェゴビナ紛争を停戦に導くデイトン合意が成立した。交渉は11月1日から21日にかけて同基地で行われた。この停戦合意は12月14日にパリで調印され、3年半続いた紛争を終わらせた。

## 地理

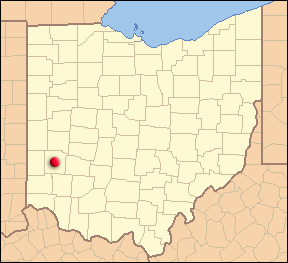
デイトンの位置

デイトンは北緯39度45分46秒 西経83度11分48秒 / 北緯39.76278度 西経83.19667度に位置している。市はオハイオ州西部のマイアミバレーと呼ばれる地域に位置し、同地域の中心都市となっている。西にはインディアナポリス、東にはコロンバス、南にはシンシナティ、北にはトレドが位置し、デイトンはそれらの規模の大きい都市のほぼ中間点に近い位置にある（厳密にはややシンシナティ寄りである）。公式には、デイトンは「オハイオ州中西部」に属するとされる。デイトンのダウンタウンの中央をグレートマイアミ川が蛇行しながら流れ、3本の支流が市内でグレートマイアミ川に合流する。グレートマイアミ川流域のこの一帯はマイアミバレーと呼ばれるが、地元ではその中心都市であるデイトンの都市圏を指してマイアミバレーと呼ぶこともある。
アメリカ合衆国統計局によると、デイトン市は総面積146.7km2（56.6mi2）である。そのうち144.5km2（55.8mi2）が陸地で2.2km2（0.9mi2）が水域である。総面積の1.55%が水域になっている。

### 都市概観

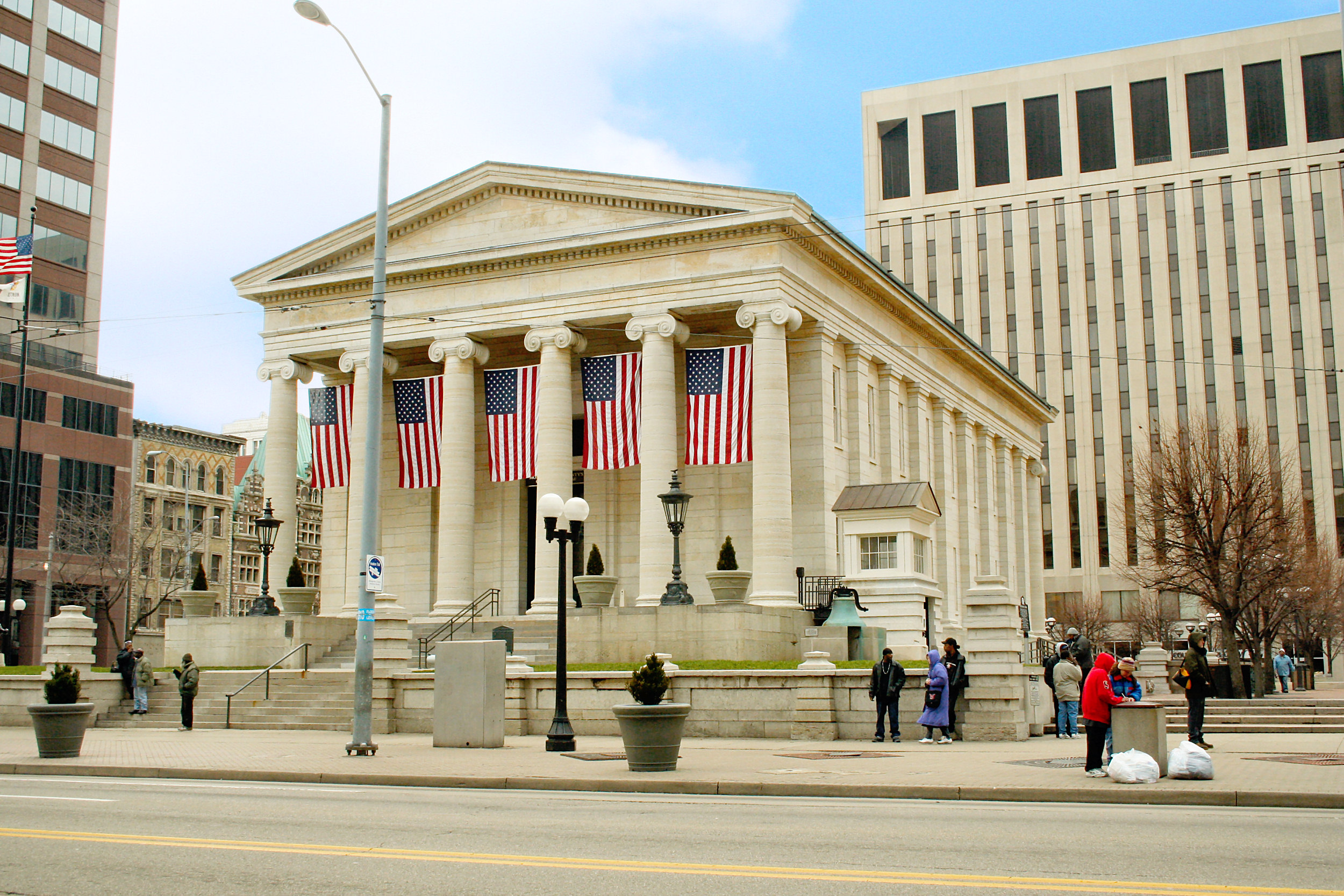
モントゴメリー郡旧地方裁判所

デイトンは古い町であるが、ダウンタウンには幅の広い4車線の直線道路が碁盤の目のように整然と走っている。そのため時代が下り、自動車がメインの交通手段となってもデイトンの道路は交通量に十分耐え得てきた。通りの幅が広い理由としては、デイトンは町ができた当時からマーケティングや物流の拠点であったことが挙げられる。3-4組の牛に引かれた牛車がとんぼ返りをすることができるくらいに、道は広く作られていた。加えて、現在の市内の通りのいくつかはかつてははしけを通すための側道のついた運河を埋めたものであることも理由として挙げられる。
古い町であるデイトンには歴史的な建物も数多く残っている。デイトンの地方裁判所は1888年に建てられた新古典主義建築のもので、21世紀に入った現在も使用されている。現在の地方裁判所が建てられる前に使われていた旧地方裁判所はギリシャの神殿を模した建物で、1850年に完成し、現在も残っている。デイトンの9つの歴史地区には新古典主義建築のほか19世紀から20世紀前半にかけての様々な様式の建築物が建ち並んでいる。
デイトンの代表的な超高層ビルとしては、高さ124mのケタリング・タワー (Kettering Tower) と117mのミードウェストバコ・タワー (MeadWestvaco Tower) が挙げられる。ケタリング・タワーは、かつてはウィンターズ・バンクが本店を置き、名称もウィンターズ・タワーといった。バンク・ワンがウィンターズ・バンクを合併した後、ビルはバージニア・ケタリングにちなんで現在の名称に改められた。

### 気候

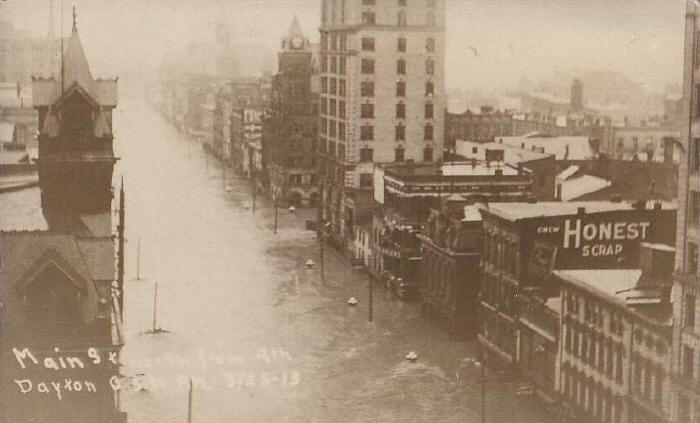
1913年の大洪水で冠水したデイトンのダウンタウン

デイトンとその一帯は温暖湿潤気候 (Cfa) と冷帯湿潤気候 (Dfa) のちょうど境界線上にあり、1年を通して降水量がほぼ一定で、四季がはっきりとしている。デイトンにおける観測史上最高気温は摂氏38.9度、最低気温は氷点下31.7度である。平年では夏の最高気温は摂氏30度、冬の最低気温は氷点下7度ほどである。年間降水量は950mmほどである。
中西部の他地域同様、デイトンの周辺は厳しい気象条件におかれている。春から秋にかけては竜巻が発生しやすい。時折激しい雷雨にも見舞われる。冬にはブリザードが吹く。また、デイトンでは洪水も起こりやすい。1913年にはグレートマイアミ川が大洪水を起こし、町の通りのほとんどは冠水した。
|               | 1月  | 2月  | 3月  | 4月  | 5月  | 6月  | 7月  | 8月  | 9月  | 10月 | 11月 | 12月 | 年    |
| ------------- | ---- | ---- | ---- | ---- | ---- | ---- | ---- | ---- | ---- | ---- | ---- | ---- | ----- |
| 平均気温（℃） | -2.7 | -0.6 | 4.4  | 11.1 | 16.7 | 21.7 | 23.9 | 22.8 | 18.9 | 12.8 | 6.1  | 0.0  | 11.1  |
| 降水量（mm）  | 71.1 | 58.4 | 81.3 | 94.0 | 99.1 | 99.1 | 94.0 | 78.7 | 63.5 | 61.0 | 78.7 | 71.1 | 950.0 |

## 政治

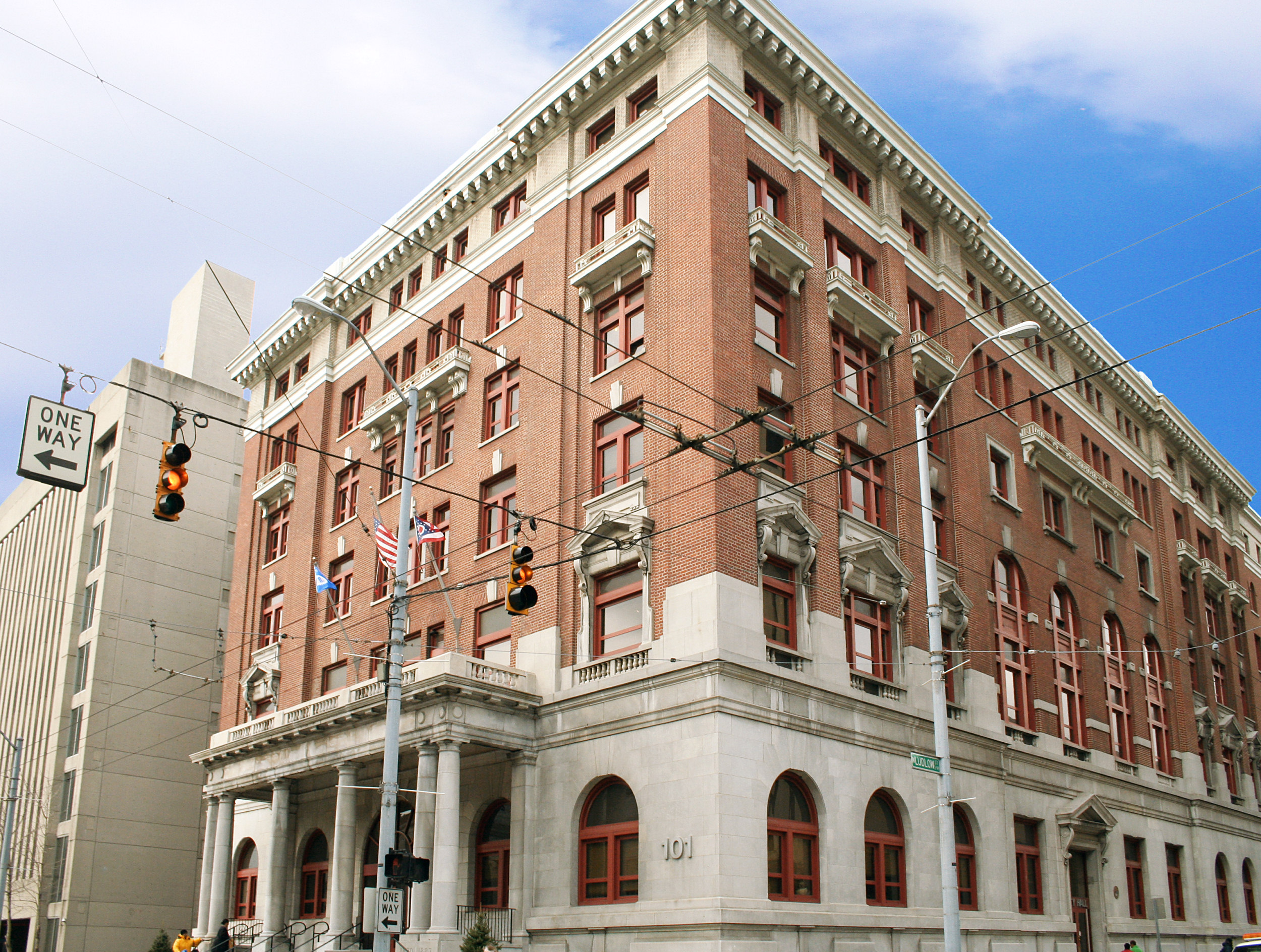
デイトン市庁舎

デイトンはシティー・マネージャー制を採っている。1913年にシティー・マネージャー制への移行を採択し、翌1914年から移行したデイトンは、全米で初めてシティー・マネージャー制を採用した都市のひとつである。デイトンの市議会は5名の議員からなり、うち1人が市長を務めるが、市長はあくまで5人の議員のうちの1人でしかなく、市議会において議長を務めるのみである。実際の行政は市議会が政策に応じて採用したシティー・マネージャーが主体となって行う。シティー・マネージャー制への移行以前は、デイトンは市長制を採り、市長の下に7名の議員からなる市議会を有していた。
議員の任期は4年で、1回の選挙で2名が改選される。選挙は2段階に分かれており、まず第1選挙での上位4名が普通選挙に進み、そこでの上位2名が当選となる。1969年までは市長も他の議員と同時に委員として選出されていたが、1970年以降は、市長は残り4人の議員とは別の選挙で選出されている。大統領選などとは異なり、デイトン市議会議員の選挙は原則として政党による縛りを受けないが、実際には共和党・民主党の両方が候補を出している。1976年以降、デイトン市議会では民主党が圧倒的に優位に立っている。
市議会のほか、デイトンには委員7名からなる優先委員会が設置されている。優先委員会は1975年にデイトン市議会の採決で設置が決まったもので、市議会やシティー・マネージャーが取り扱う事項よりももっと地域に根ざした政策を提案・実施する。具体的には、優先委員会は地域の開発/再開発や市の財源の地域への分配を計画し、市に対して提案していく。優先委員会の委員はダウンタウン、FROC、インナーウェスト、ノースウェスト、ノースイースト、サウスイースト、サウスウェストの7つの地域から各1名ずつ選出される。

## 犯罪
中西部の多くの他都市同様、製造業を中心としたデイトンは1960年代を境に凋落し、治安が悪化、犯罪が増加した。近年では犯罪率は低下傾向にはあるものの、依然として高い水準である。連邦捜査局（FBI）の2005年のデータによると、デイトンにおける殺人・強姦・強盗・夜盗・自動車窃盗の発生率は全米平均の2倍以上である。2005年のモーガン・クイットノー社の調査 では、デイトンは全米で17番目に危険な都市であると報じられた。過去のモーガン・クイットノー社の調査においてもデイトンはワースト25の常連で、2003年には過去最悪のワースト7位であった。オハイオ州の都市の中でもデイトンの犯罪率はクリーブランドよりは低いものの、シンシナティとほぼ並ぶ水準で、トレドよりやや高く、コロンバスよりかなり高い。
近年廃墟と化した建物の取り壊しのための財源が積まれ、再開発が進みつつあるものの、空洞化の進んだデイトンの中心部では依然としてそうした建物が数多く残っている。地元では、こうした建物は犯罪や麻薬の温床となっていると言われている。これらの廃墟と化した建物が並ぶ様は、デトロイト、フリント、ゲーリーといったより犯罪率の高い都市を引き合いに出して例えられることもある。
ただし一戸建て住宅はデイトン市街ではなく行政区分では市外になる周辺に多いため、一般住民にとって他の都市に比べて特に犯罪が多いということには直結しない。
2019年8月4日未明、繁華街で銃乱射事件が発生。9人が死亡、27人が負傷。容疑者は、市内に住む大学生で現場で警官に射殺された。その後、容疑者の自宅の捜索が行われたが、人種差別や政治的な背景を裏付ける証拠は見つからず動機は不明。

## 交通

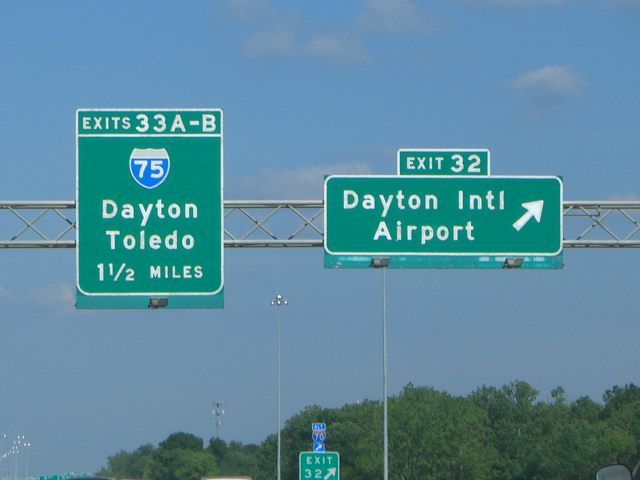
デイトン国際空港につながるI-70の出口

デイトンの玄関口となる空港は市の北約14kmに位置するデイトン国際空港 (IATA: DAY) である。1936年に設置されたこの空港はかつてピードモント航空がハブ空港のひとつにしていたが、同社がUSエアウェイズに合併されると、まもなくハブ空港としての機能を失い、コロンバス、インディアナポリス、グランドラピッズといった都市への短距離便を発着させるための、中西部における拠点空港のひとつにとどめられた。しかし現在においても主要航空会社のハブ空港からの便が多数発着する。州間高速道路I-70に接続しているためアクセスに至便で、空港使用料が安いため、コロンバスやシンシナティ、インディアナポリスなど近隣の都市の住民もこの空港を利用している。2004年には、1,446,673人がこのデイトン国際空港を利用した。ターミナルビルが大きすぎず、レンタカーの駐車場も徒歩でアクセスでき、周辺道路の混雑もあまりないため旅行者には便利な空港である。
デイトンのダウンタウンを州間高速道路I-75が南北に走っている。I-75はミシガン州スーセントマリーのカナダ国境からフロリダ州のマイアミ近郊まで、中西部から南部を南北に横断する幹線である。このI-75は市の北で大陸を東西に横断する幹線の州間高速道路I-70と交差している。市の東から南にかけてはI-75の支線で、デイトンの環状道路となっているI-675が通っている。これらの高速道路上にはグレイハウンドの長距離バスが走っており、シンシナティとデトロイトを結ぶバスや、コロンバス・ニューヨーク方面とインディアナポリス・セントルイス方面を結ぶバスがデイトンのダウンタウンにあるバスターミナルに停車する。
デイトンはかつてオハイオ電鉄やシンシナティ・アンド・レイクエリー鉄道の主要な駅を有する、鉄道交通においても中心となる都市であった。しかし、現在ではアムトラックの路線はデイトンを通っていない。
デイトン市内および周辺の公共交通はデイトン都市圏地域交通局 (Greater Dayton Regional Transit Authority, RTA) の運営する路線バスによってカバーされている。RTAは通常のディーゼルバスに加え、電動のトロリーバスの路線も有している。トロリーバスは1888年から営業運転をしており、全米5都市に現存する電動の（多くの都市で使用されている観光用のディーゼルエンジンやガソリンエンジンのものは含めない）トロリーバスシステムの中では最古のものである。
航空の歴史を反映し周辺には一般航空用の空港が高密度に存在し、小型飛行機の運用が盛んである。航空の基盤が整備されているため自作飛行機、グライダー、スカイダイビング などスカイスポーツの人口も多い。
市の中心部をはじめ自転車道が整備されてきている。

## 教育

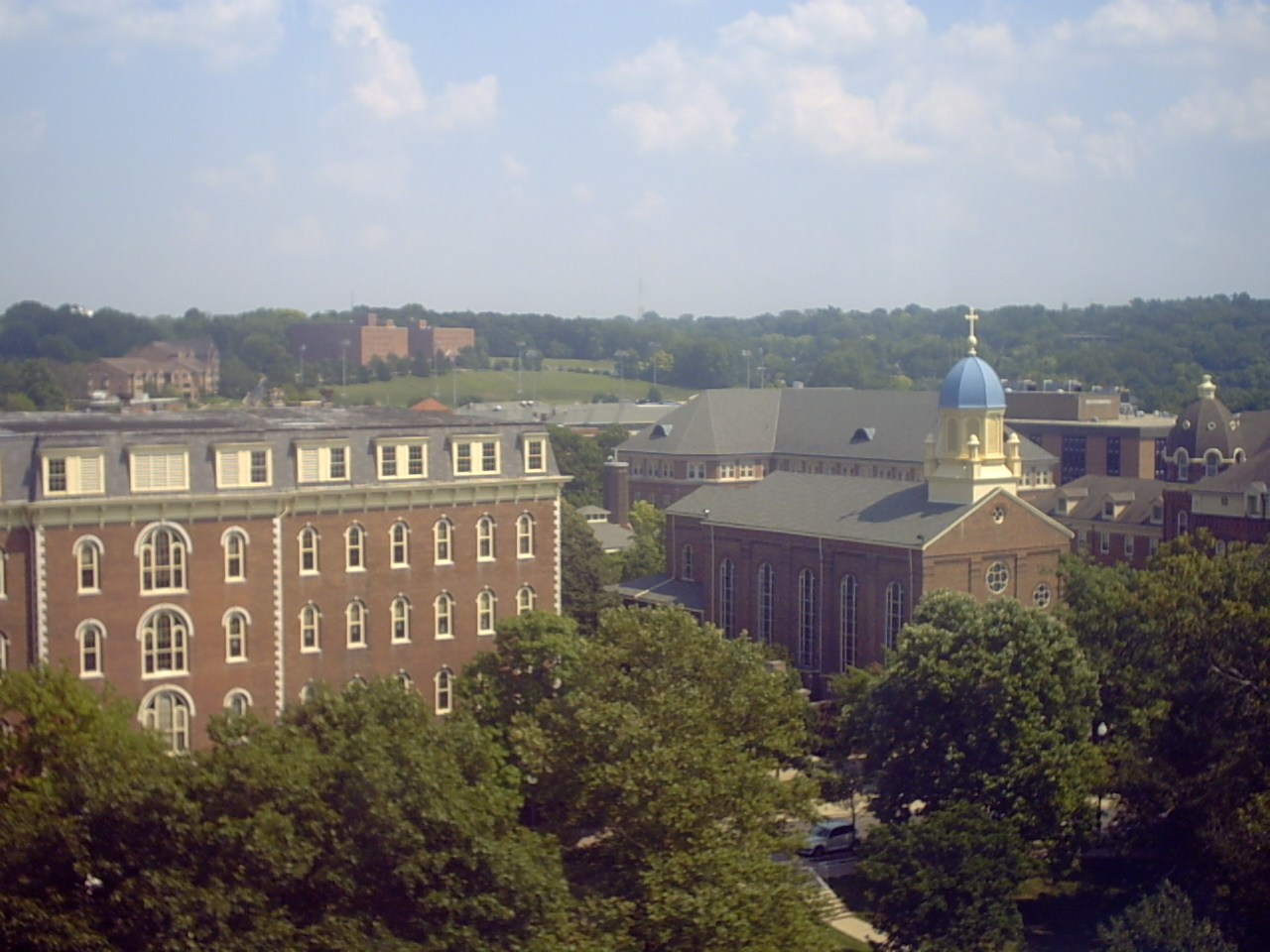
デイトン大学

デイトン都市圏内には著名な大学が2校ある。1つはダウンタウンの南約2km、NCR本社の近くにキャンパスを構えるデイトン大学である。校名から州公立大学であると思われがちであるが、デイトン大学は1850年創立のカトリック系中規模私立大学である。同学は法学、特に特許・商標・著作権といった知的財産権の分野で定評がある。もう1つは東郊のフェアボーン市に立地するライト州立大学である（ただし、ライト州立大学の正式な郵便用住所はフェアボーンではなく、デイトンになっている）。この州立大学の校名はライト兄弟からつけられており、公式ロゴにもライトフライヤー号が描かれている。マイアミ大学と並んで西オハイオを代表する州立大学のひとつである同学は、1964年にオハイオ州立大学とマイアミ大学のデイトン分校を分離・統合してできた比較的新しい大学であるが、医学と航空学の分野では高い評価を得ている。
このほか、デイトン都市圏には医療系に特化した分野で準学士、学士、フィジシャン・アシスタント学修士、および作業療法学博士の学位を授与しているケタリング・カレッジ や、1887年にYMCAカレッジとして設立され、約24,000人の学生を抱える、全米最大規模のコミュニティ・カレッジのひとつに数えられるシンクレア・コミュニティ・カレッジ がキャンパスを置いている。
デイトンのK-12課程はデイトン公立学区の管轄下にある公立学校によって支えられている。デイトン公立学区は小学校24校（うち14校は中学校までの一貫教育）、中学校3校、高校7校を抱えている。これらデイトンの公立学校は合計17,000人の児童・生徒を抱え、オハイオ州内では第6の規模である。1990年代、デイトンの公立学校における生徒の学力はオハイオ州内で最低レベルであった。2000年代中盤に大規模な立て直しがなされ、学区は「緊急事態」 (Academic Emergency) から脱却し、「継続的改善」 (Continuous Improvement) に持ち直した。学校が新設され、デイトン初の女子校も設立された。デイトン公立学区は A New Day is Dawning （新しい日が明けていく）をモットーにしている。しかし2007年5月8日、教育課税案が否決され、その結果1クラスの人数が増加し、スクールバスなどの交通サービスや体育プログラムがカットされるなど、デイトンにおける教育行政事情は依然として厳しい。
日本人学校は近隣にないので、日系自動車工場のあるトロイのオハイオ西部日本語学校（補習校）、もしくはコロンバス日本語補習校 が最寄の学校となる。

## 文化
デイトン美術館 は1919年にダウンタウンの豪邸を利用して開館し、1930年にグレートマイアミ川をはさんだ対岸の現在の位置に移された。5,500m²を超えるルネサンス調の建物を有するこの美術館は1974年に国の歴史的ランドマークに指定された。同美術館は5,000年以上の時代にわたる、20,000点以上のコレクションを有している。ライト・パターソン空軍基地内にある国立アメリカ空軍博物館 は、1909年にライト兄弟が開発したミリタリー・フライヤー号のレプリカをはじめ、400機以上の戦闘機やミサイルを展示している。デイトン航空遺産国立歴史公園 はライト兄弟とポール・ローレンス・ダンバーを記念してつくられた、広さ350,000m²におよぶ歴史公園である。デイトン市域の南端にあるサンウォッチ・インディアン・ビレッジ は、12世紀のネイティブ・アメリカンの村を再現した、マイアミバレーのネイティブ・アメリカンの歴史やフォート・エンシェント文化について学ぶことのできる野外博物館である。1971年から1988年にかけて発掘がなされ、その後一般に公開された。サンウォッチ・インディアン・ビレッジは国の史跡および歴史的ランドマークの両方に指定されている。
演技芸術の施設もいくつかある。ダウンタウンにあるベンジャミン・アンド・マリアン・シュスター演技芸術センターではデイトン・フィルハーモニック・オーケストラやデイトン・オペラが公演を行っているほか、各種コンサートや講演、ブロードウェイのミュージカルの公演も行われている。同じくダウンタウンに立地するビクトリア・シアター は1866年にターナー・オペラハウスとして建てられた歴史的な建物である。1967年にデイトンの経済状態の悪化のために取り壊されそうになったが、国の史跡に指定されたことで取り壊しを免れた。2003年にベンジャミン・アンド・マリアン・シュスター演技芸術センターが開館するまではデイトン・フィルハーモニック・オーケストラやデイトン・オペラはここで公演を行っていた。現在では各種演劇やミュージカル、バレエの公演が行われている。

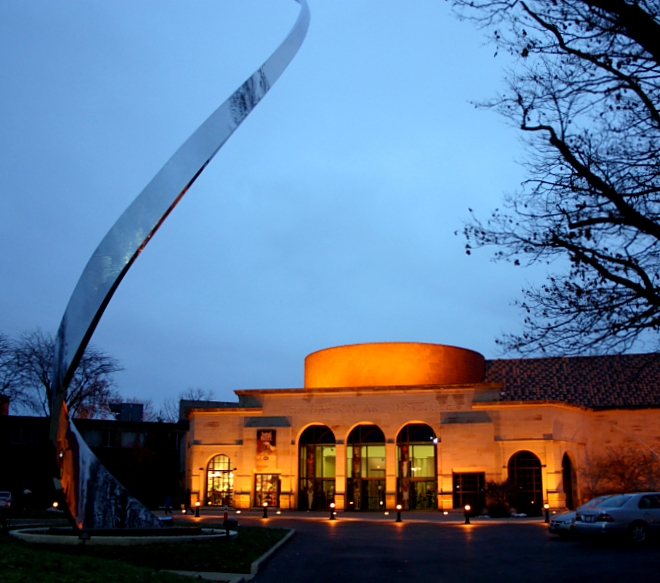
デイトン美術館
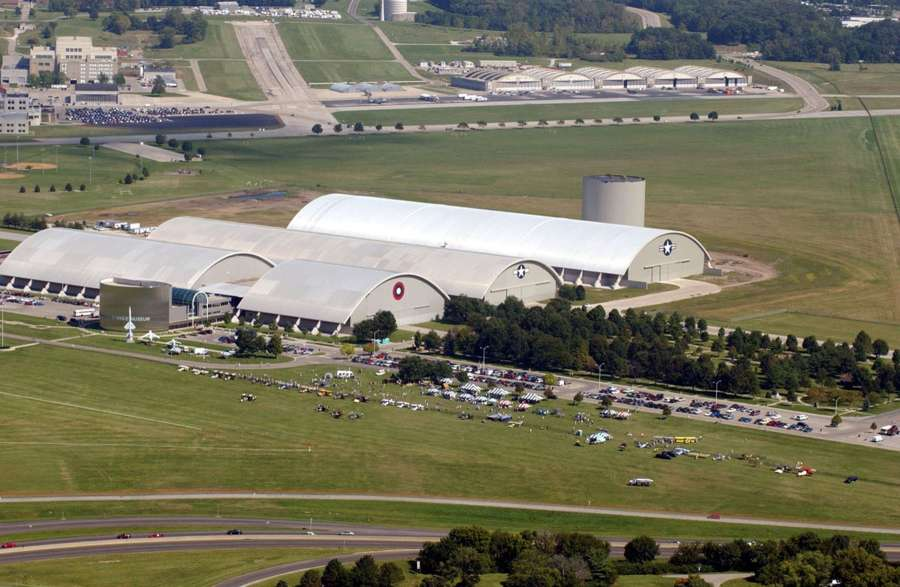
国立アメリカ空軍博物館
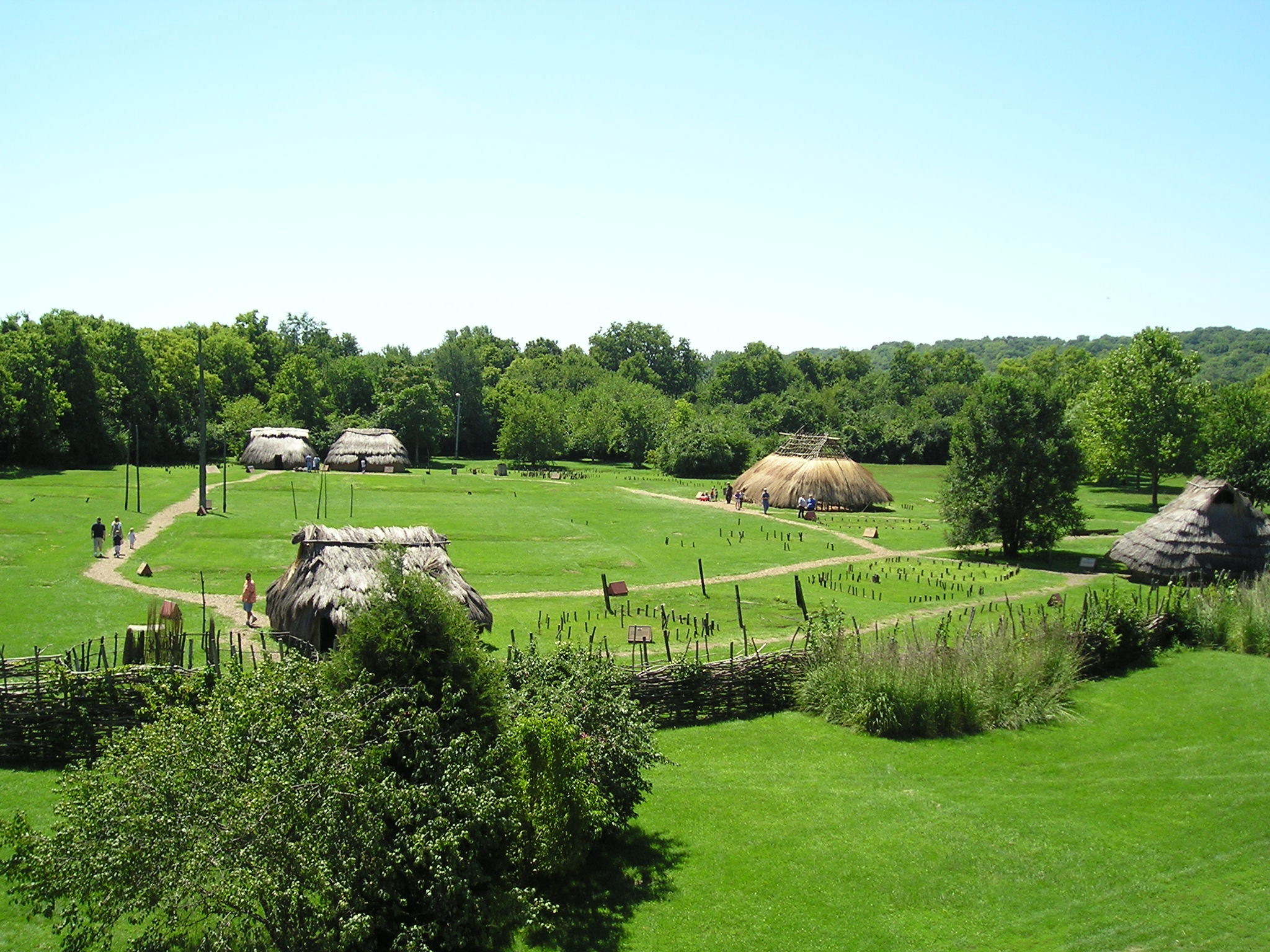
サンウォッチ・インディアン・ビレッジ
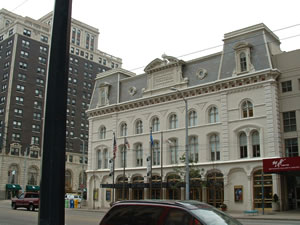
ビクトリア・シアター

デイトンの南東に隣接するケタリング市にあるフレイズ・パビリオンでは国内外で名を知られるミュージシャンのコンサートが行われる。ダウンタウンの南、グレートマイアミ河畔にあるデイトン大学アリーナはデイトン大学のスポーツイベントのほか、コンサートや各種イベントの会場としても使用されている。デイトンの西に隣接するトロットウッド市にあるハラ・アリーナや、ライト州立大学のキャンパスの近くにあるナッター・センターもスポーツイベントやコンサートの会場として使われる。ハラ・アリーナではデイトンアマチュア無線協会が北米最大であるばかりでなく世界で最も有名なアマチュア無線祭（デイトンハムベンション）を毎年開催している。ナッター・センターはライト州立大学のスポーツチームや、地元のプロアイスホッケーチーム、デイトン・ボンバーズのホームとなっている。
全米アマチュアトラップ射撃協会 とトラップ射撃博物館 がデイトン国際空港の近隣にあり、日本から競技銃を調達しにくる人もいる。

## 人口動態

### 都市圏
かつてのデイトン・スプリングフィールド都市圏はモンゴメリー郡を中心に、マイアミ、クラーク、グリーンの各郡を含む4郡にまたがっていた。2000年の国勢調査では、デイトン・スプリングフィールド都市圏は950,558人の人口を抱えていた。2003年にクラーク郡がスプリングフィールド都市圏として分離独立し、デイトン都市圏は残った3郡にプレブル郡を加えた4郡と定められた。また、それに伴って新デイトン都市圏とスプリングフィールド都市圏をあわせたデイトン・スプリングフィールド広域都市圏が設定された。その後2013年に、デイトン都市圏の定義範囲からプレブル郡が外され、3郡と定められた一方で、デイトン・スプリングフィールド広域都市圏にシドニー小都市圏（シェルビー郡）が加えられた。2020年には、デイトンの南東に隣接する大型郊外都市ケタリングの名が都市圏および広域都市圏の名称に加えられ、それぞれデイトン・ケタリング都市圏、デイトン・スプリングフィールド・ケタリング広域都市圏という名に改められた。
デイトンの都市圏、および広域都市圏を形成する各郡の人口は以下の通りである（2010年国勢調査）。
デイトン・ケタリング都市圏
| 郡             | 州         | 人口      |
| -------------- | ---------- | --------- |
| モンゴメリー郡 | オハイオ州 | 535,153人 |
| グリーン郡     | オハイオ州 | 161,573人 |
| マイアミ郡     | オハイオ州 | 102,506人 |
| 合計           | 合計       | 799,232人 |

デイトン・スプリングフィールド・ケタリング広域都市圏
| 都市圏/小都市圏            | 郡                         | 州                         | 人口        |
| -------------------------- | -------------------------- | -------------------------- | ----------- |
| デイトン・ケタリング都市圏 | デイトン・ケタリング都市圏 | デイトン・ケタリング都市圏 | 799,232人   |
| スプリングフィールド都市圏 | クラーク郡                 | オハイオ州                 | 138,333人   |
| グリーンビル小都市圏       | ダーク郡                   | オハイオ州                 | 52,959人    |
| シドニー小都市圏           | シェルビー郡               | オハイオ州                 | 49,423人    |
| アーバナ小都市圏           | シャンペーン郡             | オハイオ州                 | 40,097人    |
| 合計                       | 合計                       | 合計                       | 1,039,947人 |

### 市域人口推移
以下にデイトン市における1850年から2010年までの人口推移をグラフおよび表で示す。
| 統計年 | 人口      |
| ------ | --------- |
| 1850年 | 10,977人  |
| 1860年 | 20,081人  |
| 1870年 | 30,473人  |
| 1880年 | 38,678人  |
| 1890年 | 61,220人  |
| 1900年 | 85,333人  |
| 1910年 | 116,577人 |
| 1920年 | 152,559人 |
| 1930年 | 200,982人 |
| 1940年 | 210,718人 |
| 1950年 | 243,872人 |
| 1960年 | 262,332人 |
| 1970年 | 243,601人 |
| 1980年 | 193,536人 |
| 1990年 | 182,044人 |
| 2000年 | 166,179人 |
| 2010年 | 141,527人 |

## 姉妹都市
デイトンは以下の5都市と姉妹都市提携を結んでいる。
- アウクスブルク（ドイツ）
- ホロン（イスラエル）
- モンロビア（リベリア）
- 大磯町（日本・神奈川県）
- サラエヴォ（ボスニア・ヘルツェゴビナ）